# Fred McNair
Frederick V. McNair IV (Washington, 22 luglio 1950) è un ex tennista statunitense.

## Carriera
Tennista specializzato nel doppio ha fatto coppia per lungo tempo con il connazionale Sherwood Stewart, insieme hanno vinto nel 1976 il Roland Garros ed il Masters di fine anno.

Nel doppio vince in totale sedici tornei con la 21ª posizione in classifica come migliore risultato, in singolare non va oltre la 79ª posizione.

Raggiunge una finale del Grande Slam anche nel doppio misto quando, agli Open di Francia 1981 insieme a Betty Stöve, viene sconfitto nel match decisivo dalla coppia statunitense formata da Andrea Jaeger e Jimmy Arias.

In Coppa Davis rappresenta la sua nazione in tre match, con due vittorie e una sconfitta contribuisce nel 1978 alla vittoria degli Stati Uniti.

## Statistiche

### Doppio

#### Vittorie (16)
| N°  | Anno | Torneo                                        | Superficie  | Compagno         | Avversari in finale              | Punteggio     |
| 1.  | 1973 | Aptos Open, Aptos                             | Cemento     | Jeff Austin      | Raymond Moore Onny Parun         | 6–2, 6–1      |
| 2.  | 1973 | Benson & Hedges Classic, Christchurch         | Cemento     | Anand Amritraj   | Andrew Jarrett Jonathan Smith    | W/O           |
| 3.  | 1974 | Tennis South Invitational, Jackson            | Sintetico   | Raz Reid         | Byron Bertram John Feaver        | 3–6, 6–3, 6–3 |
| 4.  | 1975 | Richmond WCT, Richmond                        | Sintetico   | Hans Kary        | Paolo Bertolucci Adriano Panatta | 7–6, 5–7, 7–6 |
| 5.  | 1975 | SAP Open, San Francisco                       | Sintetico   | Sherwood Stewart | Allan Stone Kim Warwick          | 6–2, 7–6      |
| 6.  | 1975 | Hawaiian Open, Maui                           | Cemento     | Sherwood Stewart | Jeff Borowiak Haroon Rahim       | 3–6, 7–6, 6–3 |
| 7.  | 1976 | US Indoor Open, Salisbury                     | Sintetico   | Sherwood Stewart | Steve Krulevitz Trey Waltke      | 6–3, 6–2      |
| 8.  | 1976 | British Hard Court Championships, Bournemouth | Terra rossa | Wojciech Fibak   | Juan Gisbert Manuel Orantes      | 4–6, 7–5, 7–5 |
| 9.  | 1976 | ATP German Open, Amburgo                      | Terra rossa | Sherwood Stewart | Dick Crealy Kim Warwick          | 7–6, 7–6, 7–6 |
| 10. | 1976 | Open di Francia, Parigi                       | Terra rossa | Sherwood Stewart | Brian Gottfried Raúl Ramírez     | 7–6, 6–3, 6–1 |
| 11. | 1976 | Swedish Open, Båstad                          | Terra rossa | Sherwood Stewart | Wojciech Fibak Juan Gisbert      | 6–3, 6–4      |
| 12. | 1976 | South Orange Open, South Orange               | Terra rossa | Marty Riessen    | Vitas Gerulaitis Ilie Năstase    | 7–5, 4–6, 6–2 |
| 13. | 1977 | U.S. Indoor National Championships, Memphis   | Sintetico   | Sherwood Stewart | Robert Lutz Stan Smith           | 4–6, 7–6, 7–6 |
| 14. | 1977 | Masaveu of Asturies, Oviedo                   | Cemento     | Sherwood Stewart | Jan Kodeš Raúl Ramírez           | 6–3, 6–1      |
| 15. | 1978 | Baltimore WCT, Baltimora                      | Sintetico   | Frew McMillan    | Roger Taylor Antonio Zugarelli   | 6–3, 7–5      |
| 16. | 1978 | ABN AMRO World Tennis Tournament, Rotterdam   | Sintetico   | Raúl Ramírez     | Robert Lutz Stan Smith           | 6–2, 6–3      |